# Avi Lerner

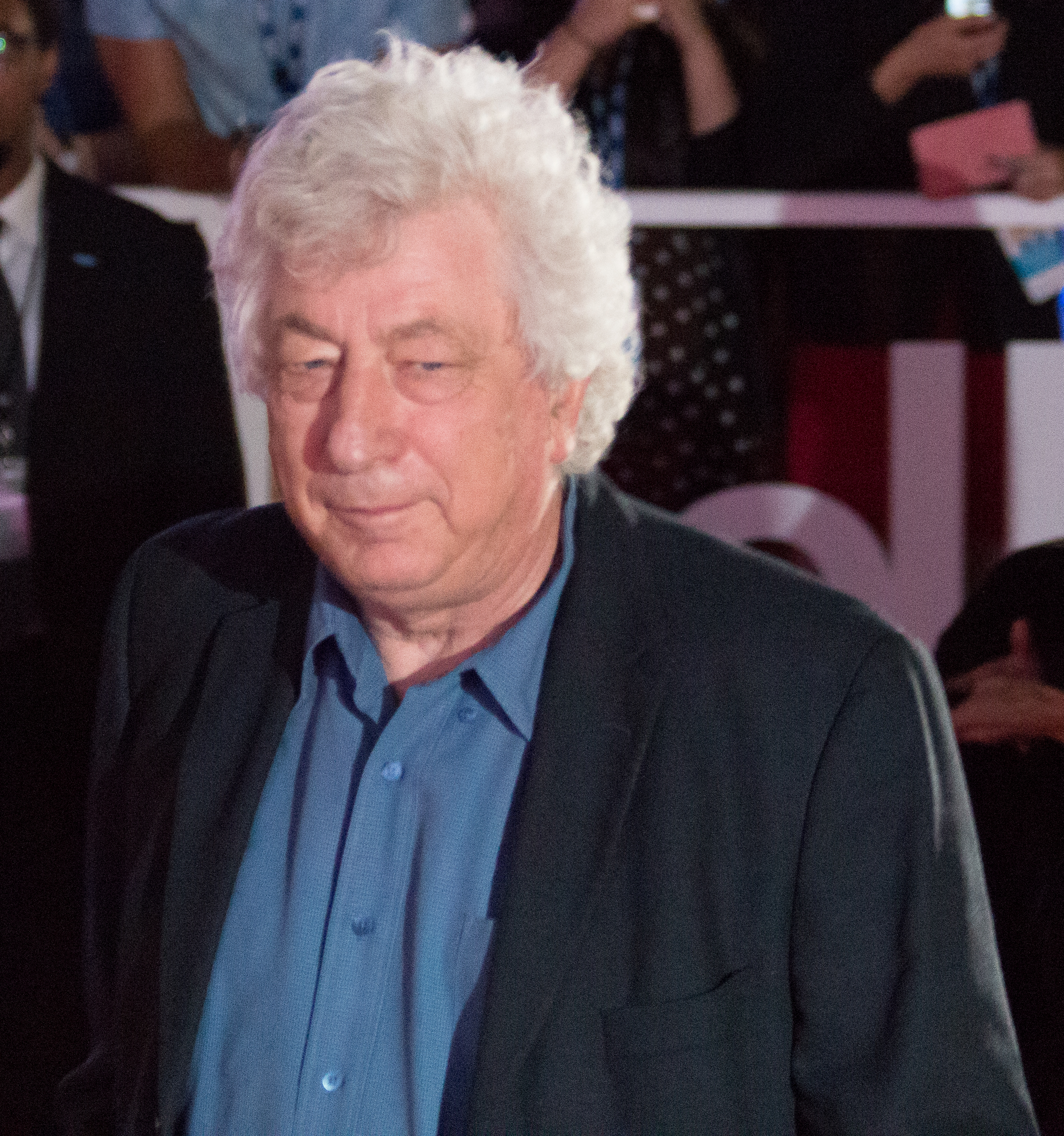
Avi Lerner beim Toronto International Film Festival 2015

Avi Lerner (hebräisch אבי לרנר; * 13. Oktober 1947 in Haifa, im heutigen Israel) ist ein israelischer Filmproduzent. Bis heute war Lerner an mehr als 200 – vorrangig dem Action-Genre zuzuordnenden – Filmproduktionen beteiligt. Sein jüngerer Bruder Danny Lerner war ebenfalls als Filmproduzent tätig.

## Leben
Vor seiner Karriere im Filmgeschäft studierte er Wirtschaft sowie Sozialwissenschaft an der Universität Tel Aviv. Daran anschließend diente er in der israelischen Armee.
1969 war er nach Südafrika gezogen und wurde dort schließlich Verwalter eines Kinos. 1972 machte er weitere Erfahrungen mit dem Filmgeschäft als Manager des ersten Drive-In-Kinos von Israel. Lerner betrieb danach eine eigene Kinokette und gründete 1986 in Südafrika seine Produktionsfirma Nu Metro Entertainment Group, die er später verkaufte.
1992 gründete er die in Los Angeles ansässige Produktionsfirma Nu Image, aus der 1996 die Tochterfirma Millennium Films entstand. 2005 erwarb Lerner die in Bulgarien ansässigen Nu Boyana Film Studios, bekannt als die größten Filmstudios Osteuropas.
Lerner war erstmals 1984 als Ausführender Produzent tätig und es entstand The Last Winter. Zwei Jahre später war er in der gleichen Funktion an dem Film Quatermain II – Auf der Suche nach der geheimnisvollen Stadt beteiligt. Als Produzent bzw. Ausführender Produzent ist er für so unterschiedliche Filme wie American Fighter II – Der Auftrag und The Black Dahlia verantwortlich. Zu den Schauspielern, deren Filme er regelmäßig produziert, gehören Steven Seagal, Jean-Claude Van Damme, Dolph Lundgren sowie Sylvester Stallone.

## Filmografie (Auswahl)
Als Filmproduzent
- 1987: Gor
- 1988: Der Geächtete von Gor (Outlaw of Gor)
- 1989: River of Death – Fluß des Grauens (River of Death)
- 1989: Riptide (Masque of the Red Death)
- 1994: Blood Run – Die geheimnisvolle Frau (Blood Run, Fernsehfilm)
- 1997: Showdown (Top of the World)
- 1998: Armstrong – Das Gesetz hat einen neuen Namen (Armstrong)
- 1998: Scarred City
- 1998: Code of Conduct (No Code of Conduct)
- 2001: Die Grauzone (The Grey Zone)
- 2001: Edges of the Lord – Verlorene Kinder des Krieges (Edges of the Lord)
- 2001: The Order
- 2004: Highwaymen
- 2004: Control – Du sollst nicht töten (Control)
- 2005: The Tenants
- 2006: 16 Blocks
- 2006: The Black Dahlia
- 2006: The Wicker Man
- 2006: The Contract
- 2006: Home of the Brave
- 2007: King of California
- 2007: Cleaner
- 2008: John Rambo
- 2008: Lauschangriff – My Mom’s New Boyfriend (My Mom’s New Boyfriend)
- 2008: Kurzer Prozess – Righteous Kill (Righteous Kill)
- 2008: Major Movie Star (Private Valentine: Blonde & Dangerous)
- 2009: (K)ein bisschen schwanger (Labor Pains)
- 2009: Streets of Blood
- 2010: The Expendables
- 2012: The Paperboy
- 2012: The Expendables 2
- 2012: The Iceman
- 2014: The Expendables 3
- 2014: Good People
- 2014: Ich. Darf. Nicht. Schlafen. (Before I Go to Sleep)
- 2017: Loving Pablo
- 2018: 211 – Cops Under Fire (211)
- 2019: The Poison Rose – Dunkle Vergangenheit (The Poison Rose)
- 2019: Rambo: Last Blood
- 2025: Red Sonja